# Kilham (East Riding of Yorkshire)
Kilham is een civil parish in het bestuurlijke gebied East Riding of Yorkshire, in het Engelse graafschap East Riding of Yorkshire met 2314 inwoners.